# Joplin (Missouri)
Pour les articles homonymes, voir Joplin.
Joplin est une ville des comtés de Jasper et de Newton, dans l’État du Missouri, aux États-Unis.

## Géographie
Située dans les Grandes Plaines, près des villes de Kansas City et Saint-Louis, cette ville se situe seulement à quelques kilomètres des frontières du Kansas et de l’Oklahoma.

## Étymologie
La ville est nommée d'après le révérend Harris Joplin, un colon fondateur de la première congrégation méthodiste de la région.

## Histoire
La ville a été fondée en 1873 et sa croissance initiale est liée à l'exploitation de plomb (découvert peu avant la guerre de Sécession) et de zinc. Après la Seconde Guerre mondiale, sa croissance faiblit à la suite de l'effondrement du prix des minerais.

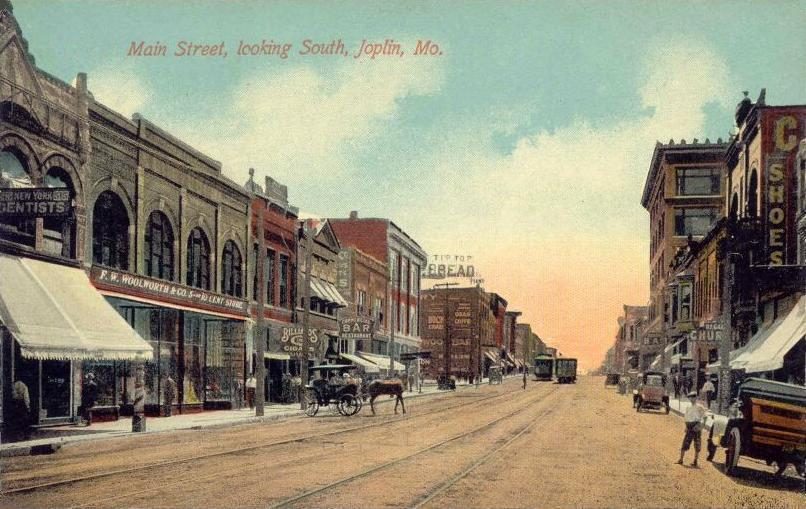
La rue principale vers 1910.

Traversée par la Route 66, Joplin connut son développement grâce à celle-ci. La ville est même citée dans la chanson Route 66 de Bobby Troup.

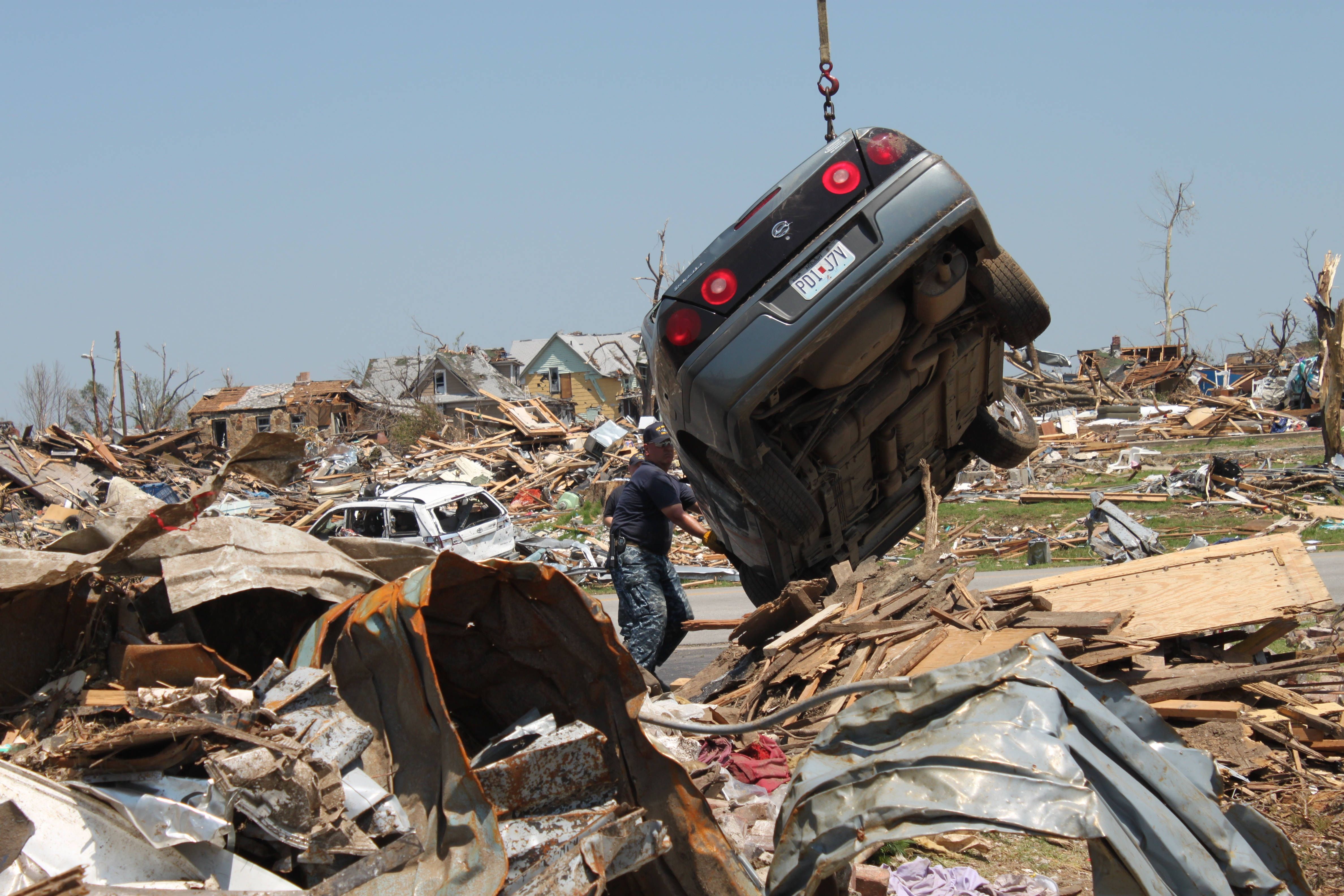
Opérations de nettoyage à Joplin après le passage de la tornade de 2011.

Le 22 mai 2011, elle a été touchée par une tornade qui a dévasté un couloir de 10 km de long et 800 m de large et tué au moins 139 personnes dans le comté.

## Démographie
Lors du recensement des États-Unis de 2010, Joplin comptait 50 150 habitants. Joplin est la plus grande ville du comté de Jasper, même si ce n'est pas le siège du comté.

## Personnalités nées à Joplin
- Robert Cummings, acteur, réalisateur et producteur américain ;
- John Whitby Allen, photographe et un modéliste ferroviaire américain ;
- Scott Elbert, joueur américain de baseball ;
- Langston Hughes, poète, nouvelliste, dramaturge et éditorialiste américain ;
- Hale Irwin, golfeur américain ;
- Jack Jewsbury, footballeur américain ;
- Jamie McMurray, pilote automobile américain ;
- Charles McPherson, saxophoniste américain ;
- Carl Pomerance, mathématicien américain ;
- Darrell Porter, joueur américain de baseball ;
- Mel Purcell, joueur américain de tennis ;
- Pauline Starke, actrice américaine ;
- Dennis Weaver, acteur américain ;
- Percy Wenrich, compositeur américain.